# A Working Man
A Working Man è un film, del 2025, diretto da David Ayer, scritto da Ayer e Sylvester Stallone e basato sul romanzo Levon's Trade di Chuck Dixon, con protagonisti Jason Statham, David Harbour, Michael Peña e Jason Flemyng.

## Trama
L'ex agente black ops dei Royal Marines Levon Cade lavora come operaio edile in un cantiere gestito dalla famiglia imprenditoriale dei Garcia, formata da Joe, la moglie Carla e la figlia Jenny. Levon coordina le operazioni all'interno del cantiere e ha instaurato un ottimo rapporto con i Garcia, che l'hanno accolto dandogli lavoro dopo la morte della moglie.
Un giorno, Levon mette al tappeto alcuni criminali sudamericani che stavano picchiando un operaio per un debito di soldi e fa giurare a Jenny di non dire nulla ai genitori; poi nel pomeriggio va a prendere la figlia Meredith che vive con il ricco nonno, il suocero di Levon che ce l'ha ancora con lui poiché crede che lui sia il responsabile del suicidio della figlia, in quanto quando era un militare la lasciava spesso sola, per questo i due sono in lotta per l'affidamento della bambina cosa che lascia spesso Levon senza soldi costretto a dormire nella sua macchina o in hotel malfamati.
Quella sera Jenny esce con le sue amiche in vari locali notturni di Chicago dove bevono molto e mentre stanno ballando viene adocchiata da una coppia di criminali, Viper e Artemis. I due riescono ad ottenere il nome della ragazza dal barista Jonny che glielo aveva precedentemente chiesto e che è d'accordo con loro, i due la seguono nei bagni e la rapiscono all'uscita caricandola su un furgone.
Il lunedì seguente quando Levon arriva in cantiere vede diverse volanti della polizia e quando entra in ufficio vede Joe e Carla disperati che gli raccontano cosa è successo, i due affermano che la polizia impiegherà troppo tempo per ritrovarla e così essendo a conoscenza del suo passato da militare gli offrono dei soldi e lo invitano a salvare Jenny, ma Levon rifiuta a malincuore poiché dice di non far parte più di quel mondo. Durante la giornata però pensa molto a Jenny e alla fine del turno di lavoro si reca a casa di un suo vecchio amico militare cieco di nome Gunny spiegandogli la situazione, e quest'ultimo lo invita a salvare la ragazza, così Levon si dirige a casa dei coniugi Garcia e comunica a Joe, disperato, che riporterà Jenny da loro al più presto. 
Levon visita il bar nel quale Jenny era stata quella sera e vede subito che il barista spaccia droga all'insaputa dei proprietari e recandosi nel corridoio squallido che conduce ai bagni vede un orecchino di Jenny a terra e capisce che la ragazza è stata rapita in quel punto. Levon applica una cimice alla macchina di Jonny e lo segue fino a casa e, mentre il russo sta fumando uno spinello sul divano, Levon si intrufola in casa e lo minaccia per farsi dire dove si trova Jenny. Jonny rifiuta di parlare e Levon lo tortura immergendogli la testa nella vasca da bagno fino a quando non sente arrivare altri due tizi. Levon apre la porta del bagno ponendo davanti a sé Jonny che viene ucciso da un colpo di fucile e poi elimina i due criminali uscendo dall'abitazione. 
Qualche ora dopo arrivano altri due criminali russi, Danya e Vanko e un boss del clan, Wolo, che entrando in casa scoprono i corpi dei loro compagni. Levon segue i tre criminali fino ad una villa lussuosa fuori città e nel momento in cui Danya e Vanko escono dall'abitazione, entra all'interno e sorprende alle spalle Wolo gettandogli del caffè bollente in faccia e poi lo lega ad una sedia a bordo piscina per costringerlo a parlare, ma Wolo non dice altro se non insulti e una frase in russo, e alla fine Levon taglia la corda facendolo annegare in piscina. 
All'esterno Levon riascolta con il traduttore la frase pronunciata da Wolo e scopre che parlava di un certo Dimi, nel mentre alla villa arriva un altro membro anziano e di rilievo del clan, Symon, padre di Danya e Vanko, che dice ai figli di trovare al più presto questo misterioso assassino. Levon contatta un suo vecchio collega del dipartimento militare e chiede informazioni su Dimi, e il collega gli dice che è un criminale russo di alto rilievo, figlio di Wolo, e che in un bar fuori New York una gang americana gli fornisce metanfetamine. 
Levon si dirige in questo bar e finge di essere uno spacciatore interessato a fare affari con loro e il capo della gang, Dutch, lo invita a testare le sue competenze. Levon per tutta risposta mette al tappeto tutti i membri che si trovano nella stanza sorprendendo il gangster. Dutch accetta di fare affari con lui e gli dice di andare in un locale di pancakes lì vicino dove due suoi sottoposti gli daranno una parte della droga. Dopo aver finto di venderla, Levon ne chiede dell'altra a Dutch, così che lo invita ad incontrarsi in un ristorante dove gli farà conoscere un membro di rilievo. Qui Levon fa la conoscenza di Dimi e dopo aver ottenuto altra droga se ne va e la getta nei bagni del locale. Nel mentre Jenny viene portata a casa di un acquirente da Viper e Artemis, coinvolti in un giro di traffico di esseri umani, ma Jenny morde l'acquirente sulla guancia e quest'ultimo la fa portare via.
Levon sta preparando un assalto al bar della gang, ma viene scoperto e fugge a bordo di una moto per i boschi, inseguito da Danya e Vanko su un furgone, mandati dal padre, e alla fine si schianta contro una volante della polizia corrotta che lo consegna ai due criminali, nel mentre Jenny viene portata nel bosco da Viper e Artemis per essere eliminata, ma l'acquirente li richiama dicendogli di riportarla in un casolare nel bosco essendo ancora interessato a lei. Levon si risveglia nel furgone dove picchia e uccide Danya e Vanko e alla fine riesce a liberarsi. Symon, saputo della morte dei figli, si fa affidare due sicari dal fratello e va nel ristorante di Dimi dove lo mette in guardia da Levon che gli sta dando la caccia e poi manda i due a casa del suocero di Levon per appiccare un incendio. 
Levon va a riprendere a scuola Meredith, dopo essere stato chiamato da una maestra (cosa che trova strana, in quanto è sempre il suocero a riprenderla) e quando tornano a casa vede l'abitazione in fiamme precipitandosi all'interno e riuscendo a salvare il suocero, che per una volta lo ringrazia, prima di venir portato in ospedale. Poi porta Meredith a stare qualche giorno da Gunny, che gli fornisce anche delle armi per salvare una volta per tutte Jenny.
Jenny durante il trasporto in una villa fuori città, riesce a fuggire per essere poi trovata dai due poliziotti corrotti, inizialmente ignara del loro coinvolgimento.
Levon si dirige nel ristorante di Dimi, elimina i suoi uomini e obbliga il criminale ad andare in macchina con lui e a rivelargli la posizione della ragazza. Giunti vicino al casolare nei boschi Levon fa scendere Dimi dall'auto e gli spara uccidendolo, dopo aver detto il motivo per cui hanno rapito Jenny (il cliente la vede come la donna nel suo quadro preferito) poi entra nel casolare ed elimina tutti i criminali che gli si piazzano davanti, tra cui lo stesso Dutch piantandogli un coltello in gola. Poi scende nello scantinato dove Jenny è legata e l'acquirente le sta per tagliare lo stomaco e spara a questi uccidendolo, poi ingaggia una lotta corpo a corpo con Viper riuscendo ad ucciderlo mentre Jenny strangola con le gambe Artemis. Levon libera Jenny e uscendo dall'abitazione i due si imbattono nei sicari di Symon, che nel frattempo hanno ucciso gli agenti corrotti (ignari che fossero dalla loro parte); Levon prima ne uccide uno e poi fa esplodere una bomba che finisce l'altro; lui e Jenny salgono su una moto e se ne vanno mentre il casolare brucia e Symon li guarda da lontano. Symon chiama il fratello per comunicargli la cosa e chiedere vendetta ma questi gli dice che non potrà fare nulla verso Levon, in quanto avendo ripreso la ragazza non è più un loro nemico, pena l'espulsione dal clan, Symon urla di dolore e rabbia ma deve accettare la decisione della Fratellanza. Levon riporta a casa Jenny da Joe e Carla, che lo ringraziano in lacrime, e va da Meredith a casa di Gunny e Joyce.

## Produzione
Inizialmente Sylvester Stallone aveva sviluppato un adattamento del romanzo Levon's Trade di Chuck Dixon come serie televisiva con la Balboa Productions. Il progetto venne poi trasformato in un action movie Levon's Trade messo in vendita all'American Film Market del 2023, dove fu annunciato per la prima volta che il film avrebbe avuto David Ayer alla regia e Jason Statham come protagonista. Nel gennaio 2024, Amazon MGM Studios acquisì i diritti di distribuzione statunitense e alcuni diritti di distribuzione internazionale del film da Black Bear International, che ha venduto il film a distributori indipendenti altrove. Nelle intenzioni dei produttori, il film potrebbe rappresentare l'inizio di un nuovo franchise basato sulla popolare serie di romanzi di Chuck Dixon sull'ex agente Black Ops Levon Cade, al primo libro della quale serie (intitolato anch'esso Levon's Trade come il film) è ispirato appunto lo script di Stallone.

### Budget
Il budget del film è stato di 40 milioni di dollari.

### Cast
Nell'aprile 2024, David Harbour, Michael Peña, Jason Flemyng, Arianna Rivas, Noemi Gonzalez, Emmett J. Scanlan, Eve Mauro, Maximilian Osinski, Kristina Poli, Andrej Kaminsky e Isla Gie si sono uniti al cast.

### Sceneggiatura
La sceneggiatura finale è stata realizzata da Sylvester Stallone e David Ayer.

### Riprese
Le riprese principali sono iniziate nell'aprile 2024 a Londra. Le riprese si sono poi svolte anche ai Winnersh Film Studios nel Berkshire, dove si sono concluse il 31 maggio.

## Promozione
Il primo trailer del film è stato diffuso il 21 febbraio 2025. Un secondo trailer è stato diffuso il 7 marzo 2025.

## Distribuzione
Nell'aprile 2024 l'uscita del film nei cinema americani era stata fissata per il 17 gennaio 2025.
Nel dicembre 2024, Levon's Trade è stato reintitolato A Working Man e la data di uscita fissata al 28 marzo 2025, distribuito negli Stati Uniti da Amazon MGM Studios attraverso Metro-Goldwyn-Mayer e a livello internazionale da Warner Bros. Pictures. Nelle sale italiane è stato distribuito dal 10 aprile 2025 da Warner Bros. Entertainment Italia.

## Accoglienza

### Incassi
Il film ha incassato 37000711 $ in Nord America e 51100000 $ nel resto del mondo, per un totale di 88100711 $. In Italia ha incassato 802086 €.
Negli Stati Uniti e in Canada, A Working Man è uscito nelle sale insieme a The Woman in the Yard, The Penguin Lessons e Death of a Unicorn, e si prevedeva che avrebbe incassato 10-12 milioni di dollari da 3.262 sale nel weekend di apertura. Il film invece ha incassato 5,6 milioni di dollari il primo giorno, inclusi 1,1 milioni di dollari dalle anteprime del giovedì sera, e ha continuato a superare le aspettative nei giorni successivi e alla fine ha debuttato con 15,2 milioni di dollari nel primo weekend, spodestando Biancaneve della Walt Disney Pictures e arrivando in cima al botteghino USA.

### Critica
Il film è stato accolto tiepidamente dalla critica: su Rotten Tomatoes il 47% di 159 critici lo ha gradito, su Metacritic il voto medio di 31 critici è di 52/100.